# خوان مانويل كيويستا
خوان مانويل كيويستا (بالإسبانية: Juan Manuel Cuesta)‏ هو لاعب كرة قدم كولومبي في مركزي الهجوم والوسط، ولد في 9 فبراير 2002 في ميديلين في كولومبيا. لعب مع إنديبندينتي ميديلين.

## وصلات خارجية
- خوان مانويل كيويستا على موقع قاعدة بيانات كرة القدم.إي يو (الإنجليزية)
- خوان مانويل كيويستا على موقع Soccerway.com (الإنجليزية)